# Plectida
Plectida zijn een orde van rondwormen (Nematoda).

## Taxonomie
De volgende taxa worden bij de orde ingedeeld:
- Onderorde Ceramonematina
- Onderorde Plectina
  - = Leptolaimina
- Onderorde incertae sedis
  - Familie Aegialoalaimidae Lorenzen, 1981
  - Familie Aulolaimidae Jairajpuri & Hopper, 1968
  - Superfamilie Haliplectoidea Chitwood, 1951